# Campeonato Mundial de Halterofilismo de 2011 - Até 56 kg masculino
A categoria até 56 kg masculino foi um evento do Campeonato Mundial de Halterofilismo de 2011, disputado na Disneyland Resort, em Paris, na França, no dia 5 de novembro de 2011.

## Calendário
Horário local (UTC+1)
| Dia           | Horário | Fase    |
| ------------- | ------- | ------- |
| 5 de novembro | 08:00   | Grupo C |
| 5 de novembro | 14:00   | Grupo B |
| 5 de novembro | 20:00   | Grupo A |

## Medalhistas
| Prova     | Ouro              | Ouro   | Prata              | Prata  | Bronze                  | Bronze |
| --------- | ----------------- | ------ | ------------------ | ------ | ----------------------- | ------ |
| Arranque  | Wu Jingbiao (CHN) | 133 kg | Zhao Chaojun (CHN) | 128 kg | Trần Lê Quốc Toàn (VIE) | 125 kg |
| Arremesso | Wu Jingbiao (CHN) | 159 kg | Zhao Chaojun (CHN) | 156 kg | Valentin Hristov (AZE)  | 154 kg |
| Total     | Wu Jingbiao (CHN) | 292 kg | Zhao Chaojun (CHN) | 284 kg | Valentin Hristov (AZE)  | 276 kg |

## Recordes
Antes desta competição, os recordes mundiais da categoria eram os seguintes:
| Recorde         | Tipo      | Atleta            | Peso   | Local   | Data                   |
| --------------- | --------- | ----------------- | ------ | ------- | ---------------------- |
| Recorde mundial | Arranque  | Halil Mutlu (TUR) | 138 kg | Antália | 4 de novembro de 2001  |
| Recorde mundial | Arremesso | Halil Mutlu (TUR) | 168 kg | Trenčín | 24 de abril de 2001    |
| Recorde mundial | Total     | Halil Mutlu (TUR) | 305 kg | Sydney  | 16 de setembro de 2000 |

## Resultados
Os resultados foram os seguintes:
| Pos.              | Atleta                     | Grupo | Peso (kg) | Arranque (kg) | Arranque (kg) | Arranque (kg) | Arranque (kg)     | Arremesso (kg) | Arremesso (kg) | Arremesso (kg) | Arremesso (kg)    | Total (kg) |
| Pos.              | Atleta                     | Grupo | Peso (kg) | 1             | 2             | 3             | Pos.              | 1              | 2              | 3              | Pos.              | Total (kg) |
| ----------------- | -------------------------- | ----- | --------- | ------------- | ------------- | ------------- | ----------------- | -------------- | -------------- | -------------- | ----------------- | ---------- |
| Medalha de ouro   | Wu Jingbiao (CHN)          | A     | 55,94     | 129           | 133           | 133           | Medalha de ouro   | 156            | 159            | 161            | Medalha de ouro   | 292        |
| Medalha de prata  | Zhao Chaojun (CHN)         | A     | 55,89     | 125           | 125           | 128           | Medalha de prata  | 156            | 159            | 159            | Medalha de prata  | 284        |
| Medalha de bronze | Valentin Hristov (AZE)     | A     | 55,65     | 122           | 122           | 122           | 5                 | 150            | 154            | 157            | Medalha de bronze | 276        |
| 4                 | Trần Lê Quốc Toàn (VIE)    | A     | 55,37     | 121           | 124           | 125           | Medalha de bronze | 150            | 154            | 154            | 7                 | 275        |
| 5                 | Sergio Álvarez (CUB)       | A     | 55,99     | 115           | 118           | 120           | 7                 | 145            | 150            | 154            | 4                 | 272        |
| 6                 | Om Yun-chol (PRK)          | A     | 55,76     | 115           | 118           | 118           | 10                | 152            | 152            | 152            | 5                 | 267        |
| 7                 | Bekzat Osmonaliev (KGZ)    | B     | 55,99     | 118           | 120           | 120           | 6                 | 140            | 145            | 150            | 11                | 265        |
| 8                 | José Montes (MEX)          | B     | 55,90     | 108           | 112           | 115           | 16                | 147            | 151            | 155            | 6                 | 263        |
| 9                 | Yang Chin-yi (TPE)         | A     | 55,54     | 115           | 115           | 120           | 8                 | 146            | 151            | 151            | 8                 | 261        |
| 10                | Ruslan Makarov (UZB)       | A     | 55,56     | 115           | 119           | 120           | 9                 | 145            | 145            | 148            | 9                 | 260        |
| 11                | Sergio Rada (COL)          | B     | 55,83     | 115           | 118           | 118           | 11                | 143            | 143            | 150            | 12                | 258        |
| 12                | Pongsak Maneetong (THA)    | B     | 55,89     | 107           | 112           | 112           | 15                | 137            | 142            | 145            | 10                | 257        |
| 13                | Nestor Colonia (PHI)       | B     | 55,93     | 113           | 117           | 117           | 13                | 143            | 143            | 143            | 13                | 256        |
| 14                | Tom Goegebuer (BEL)        | B     | 55,88     | 112           | 115           | 115           | 12                | 134            | 139            | 141            | 19                | 254        |
| 15                | Tanasak Pan-em (THA)       | B     | 55,52     | 107           | 107           | 112           | 14                | 135            | 141            | 143            | 17                | 253        |
| 16                | Carlos Berna (COL)         | B     | 55,49     | 109           | 112           | 112           | 20                | 142            | 142            | 147            | 14                | 251        |
| 17                | Oleg Sîrghi (MDA)          | B     | 55,92     | 105           | 108           | 110           | 22                | 136            | 142            | 147            | 16                | 250        |
| 18                | Julio Salamanca (ESA)      | C     | 55,99     | 105           | 108           | 110           | 19                | 135            | 140            | 143            | 18                | 250        |
| 19                | Masaharu Yamada (JPN)      | C     | 55,64     | 98            | 100           | 100           | 29                | 137            | 139            | 142            | 15                | 242        |
| 20                | Javier Guirado (ESP)       | C     | 55,91     | 105           | 109           | 113           | 21                | 125            | 130            | 133            | 21                | 242        |
| 21                | Manueli Tulo (FIJ)         | C     | 55,72     | 101           | 101           | 105           | 24                | 129            | 134            | 137            | 20                | 239        |
| 22                | Josué Brachi (ESP)         | C     | 55,95     | 103           | 107           | 107           | 23                | 125            | 130            | 133            | 24                | 237        |
| 23                | Omarguly Handurdyýew (TKM) | C     | 55,95     | 100           | 100           | 105           | 25                | 125            | 131            | 131            | 22                | 236        |
| 24                | Yohei Shimizu (JPN)        | C     | 55,96     | 103           | 106           | 106           | 27                | 128            | 128            | 132            | 26                | 231        |
| 25                | Marvin López (ESA)         | C     | 55,66     | 100           | 105           | 105           | 30                | 130            | 135            | 135            | 23                | 230        |
| 26                | Tan Chi-chung (TPE)        | C     | 55,93     | 102           | 102           | 102           | 28                | 128            | 128            | 133            | 25                | 230        |
| 27                | Darren Barnes (USA)        | C     | 55,25     | 95            | 100           | 103           | 26                | 120            | 125            | 125            | 28                | 223        |
| 28                | Sylvain Andrieux (FRA)     | C     | 55,46     | 96            | 99            | 101           | 31                | 119            | 124            | 126            | 27                | 223        |
| ---               | Thạch Kim Tuấn (VIE)       | A     | 55,55     | 125           | 125           | 129           | 4                 | 149            | 151            | 151            | ---               | ---        |
| ---               | Carlos Hernández (CUB)     | B     | 55,82     | 110           | 115           | 115           | 17                | 142            | ---            | ---            | ---               | ---        |
| ---               | Sumariyanto (INA)          | B     | 55,83     | 110           | 115           | 115           | 18                | 140            | 140            | 140            | ---               | ---        |
| DSQ               | Khalil El-Maaoui (TUN)     | A     | 55,81     | 127           | 127           | 128           | ---               | 145            | 145            | 145            | ---               | ---        |